# Hemibryobia deleoni
Hemibryobia deleoni är en spindeldjursart som först beskrevs av James P. Tuttle och Baker 1968.  Hemibryobia deleoni ingår i släktet Hemibryobia och familjen Tetranychidae. Inga underarter finns listade i Catalogue of Life.